# Flugplatz Kolitzheim-Herleshof

i7
i11
i13
Der Flugplatz Kolitzheim-Herleshof (1936 bis 1945 Feldflugplatz Fliegerhorst Herleshof) ist ein Sonderlandeplatz im Gemeindeteil Herleshof der Gemeinde Kolitzheim im unterfränkischen Landkreis Schweinfurt. Er wird durch Paul Graf von Schönborn betrieben.

## Lage
Der Flugplatz liegt etwa 1,5 km östlich von Kolitzheim und etwa 13 km südlich von Schweinfurt, zwischen den Orten Kolitzheim und Herlheim. Historisch ist das Areal eng mit Zeilitzheim verbunden, in dessen Gemarkung (Flurstück „im Zeilitzheimer“) der Flugplatz liegt.

## Geschichte
Die Geschichte des Flugplatzes ist eng mit der militärischen Aufrüstung der nationalsozialistischen, deutschen Regierung vor dem Zweiten Weltkrieg verbunden. Im Jahr 1936 begann der Reichsarbeitsdienst mit der Anlage eines Weges für Munitionstransporte im Norden der Gemarkung von Zeilitzheim. Entlang des Weges, der durch die Bäume des sogenannten Humpelwaldes verborgen wurde, legte man in der Folge Bunker an, die mit Flugzeugmunition und Fliegerbomben gefüllt wurden. Daneben errichtete man Baracken für Wachmannschaften, einen großen Benzintank mit Förderleitung und Zapfstelle. In der Nähe des Gutes Herleshof entstanden mehrere Hallen, darunter ein Hangar und ein Turm zur Flugüberwachung. Den Abschluss bildete eine Standortküche, mit der bis zu 500 Mann Besatzung versorgt werden konnte. Noch im Jahr 1936 war der sogenannte Feldflugplatz Fliegerhorst Herleshof fertiggestellt.
In den folgenden Jahren erweiterte man die Anlage stetig, wobei das Gelände bald eine eigene Kanalisation erhielt. Die Kantine wurde an einen Zeilitzheimer Gastwirt verpachtet. Die Verladung des Benzins erfolgte über den an der heute stillgelegten Bahnstrecke Kitzingen–Schweinfurt gelegenen Bahnhof in Alitzheim. Ab 1938 erweiterte die Luftwaffe den Flugplatz zu einem sogenannten Erprobungsplatz, wo Flugtauglichkeitstests und Motorenprüfungen vorgenommen wurden. Außerdem testete die Luftwaffe hier den Dieselkraftstoff als Flugzeugbenzin einzusetzen. Von Herleshof starteten in der Zeit vor dem Zweiten Weltkrieg vor allem die Doppeldecker Henschel Hs 123 und die Junkers Ju 88. Noch im Jahr 1938 wurde eine Staffel Junkers Ju 87 dauerhaft nach Herleshof verlegt. In der Folge wurde das gesamte Areal, darunter auch der Gutshof, zum Sperrgebiet erklärt.
Bis zum Zweiten Weltkrieg fungierte der Flugplatz vor allem als Ausbildungsflugplatz, wobei hier häufig auch Flieger-HJ-Gruppen stationiert wurden. Nach Kriegsbeginn starteten vor allem die als „Stukas“ bekannten Junkers Ju 87 von Herleshof aus in Richtung Frankreich. Durch das schnelle Vordringen der Wehrmacht in Richtung Westen verlor Herleshof allerdings schnell seine Bedeutung. In der Folge wurde der Flugplatz vor allem von Segelfliegern genutzt. Im Verlauf des Krieges wuchs allerdings die Gefahr von Angriffen auf das Gelände, da er weiterhin häufig von Kampfflugzeugen von den benachbarten Flugplätzen in Kitzingen und Würzburg angeflogen wurde. Daraufhin verlegte man die Segelflugschulungen nach Kitzingen. Herleshof stieg zu einem Lehrflugplatz für Nachwuchspiloten der Luftwaffe auf, wobei die Männer ihre Ausbildung an leichten Flugzeugen wie Arados oder Morane erhielten.
Im Jahr 1941 wurde der Ausbildungsbetrieb in Herleshof eingestellt und das Gelände zu einem normalen Flugplatz mit regulären An- und Abflug umgewandelt. Nach der deutschen Niederlage im Zweiten Weltkrieg wurden die Anlagen in Herleshof von der Zivilbevölkerung geplündert und die Baumaterialien in den Dörfern der Umgebung wiederverwendet. Die amerikanischen Truppen sprengten die Bunkeranlagen im Humpelwald. Der Flugplatz wurde in der Folge vollständig aufgegeben. Erst im Jahr 2013 wurde die noch aus der Zeit des Flugplatzes stammende Asphaltstraße, die im Zuge der in Herleshof jährlich stattfindenden Agrarmesse ausgebaut worden war, zur Landebahn eines Sonderlandeplatzes umgewidmet. Sie wird vom Eigentümer des Geländes, Graf Paul von Schönborn, genutzt.

## Flugbetrieb
Der Flugplatz besitzt eine Betriebszulassung für Motorflugzeuge bis zu einem maximalen Abfluggewicht von 2000 kg, Motorsegler, Ultraleichtflugzeuge sowie Gleitschirme und Hängegleiter im UL-Schlepp. Die Spurweite des Hauptfahrwerks darf maximal 3,5 m betragen. Der Flugplatz dient ausschließlich Flügen des Platzhalters selbst, Flügen von Flugzeugführern in einer Flugzeug-Haltergemeinschaft mit dem Platzhalter und Flügen einer lokalen Interessensgemeinschaft für Luftsportgeräte. Der Flugplatz verfügt über eine 870 m lange Start- und Landebahn aus Gras mit einem Mittelstreifen von 6,5 m Breite aus Bitumen.